# صلاح اوبا
صلاح اوبا (به ترکی آذربایجانی: Salahoba) یک منطقه مسکونی در جمهوری آذربایجان است که در شهرستان قوسار واقع شده است. صلاح اوبا ۲۶۱ نفر جمعیت دارد.